# هولي
مهرجان الألوان أو هولي فاغوا أو هولي (بالإنجليزية: Holi)‏ هو المهرجان الشعبي الهندوسي بالربيع يحتفل به في الهند، نيبال، بنغلاديش، سريلانكا، باكستان والبلدان التي بها جالية هندوسية كبيرة، مثل سورينام، غيانا، جنوب أفريقيا، المملكة المتحدة، الولايات المتحدة الأمريكية، ترينيداد، موريشيوس وفيجي. في بنغلاديش والبنغال الغربية الهندية يسمى المهرجان دولياترا أو باسانتا اوتساب. وأكثر مهرجانات الربيع شهرةً هو ذلك الذي يقام في منطقة براغ، في أماكن مرتبطة بالاٍله كريشنا: ماتورا، فريندافان، نانداغاون وبارسانا. هذه الأماكن تستقطب السياح خلال فصل مهرجان الألوان، والذي يستمر هنا لفترة تتجاوز 16 يوما.
يقام المهرجان في الهند في الفترة بين متم شهر فبراير وبداية شهر مارس. يعتبر يوم «هولي» في الأساس احتفالا بموسم الحصاد وخصوبة الأرض ووداع فصل الشتاء واستقبال فصل الربيع، غير أن له جذورا دينية، ترتبط ببعض الأساطير الهندوسية التي تحكي عن إحراق هوليكا، شقيقة ملك الشياطين، ومن هنا جاء اسم «هولي»، على الرغم من أن البعض يرجع سبب التسمية إلى الإنجليزية، والتي تعني «المقدس».

## تاريخ

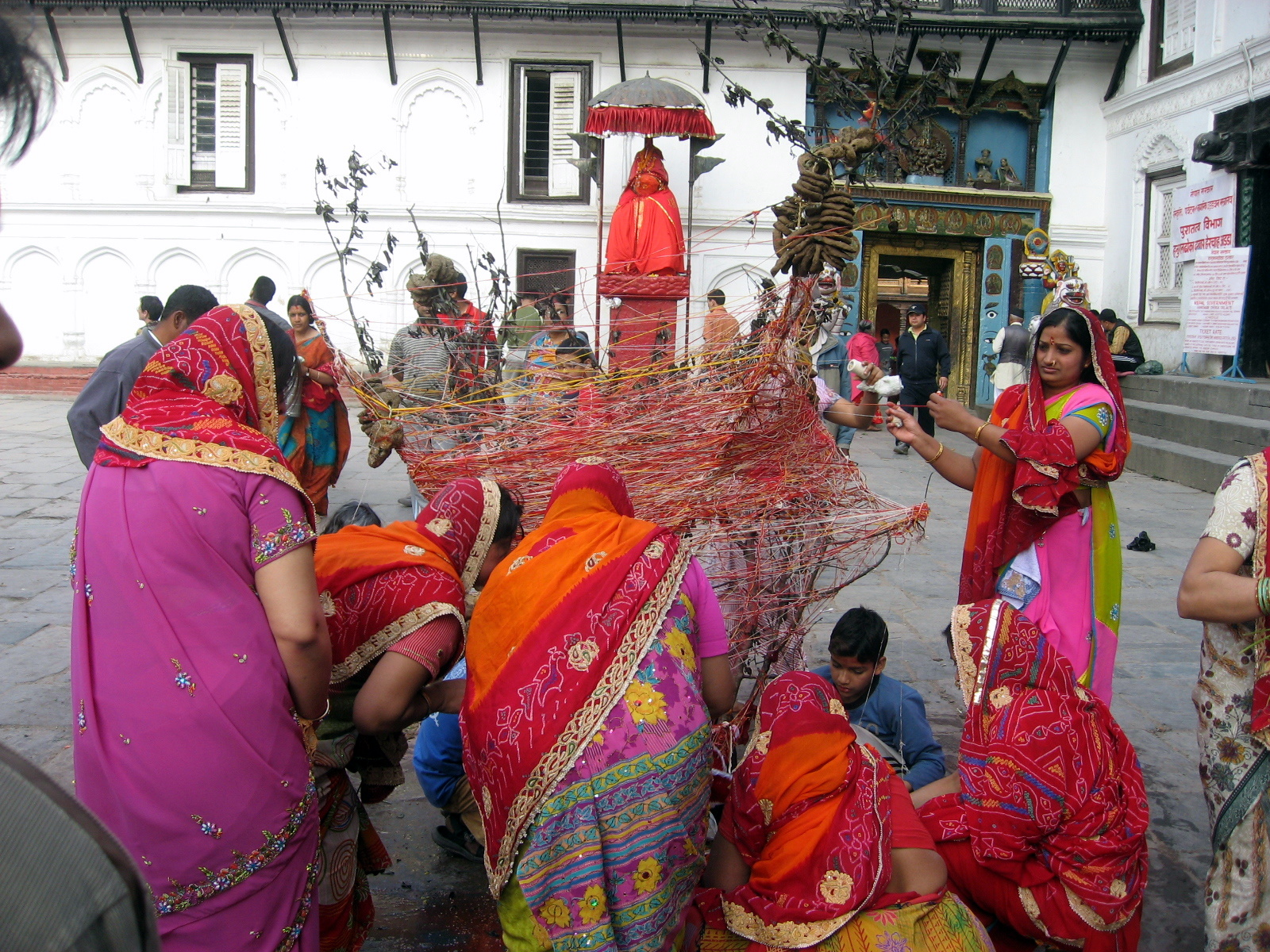
هوليكا داهان، كاثامندو، نيبال

ترجع أول مخطوطة تتحدث عن مهرجان هولي إلى كتابات من القرن السابع الميلادي، أشارت إلى طقوس هندية قديمة يلجأ خلالها الناس إلى تلطيخ وجوه بعضهم البعض بالمساحيق الملونة ورمي العطور والمياه المعطرة، وهذا هو السبب في تسميته بمهرجان الألوان، وكان من المعتاد أن تصنع المساحيق الملونة من مواد طبيعية وبعض الأعشاب الطبية المذكورة في «الأيورفيدا»، وهي منظومة تعاليم الطب التقليدي في الهند، لكن مع مضي الوقت بدأت صناعة الأصباغ من مواد كيمائية، والتي اكتشف أن بعضها يتكون من مواد ضارة سببت بعض الإصابات للمتراشقين بها.